# رودلف برونر
رودلف برونر هو سياسي سويسري، ولد في 26 نوفمبر 1827، وتوفي في 11 مارس 1894.